# حسین موقر
حسین خان موقرالملک (۱۲۴۶ بوشهر - امرداد ۱۳۱۲ تهران) که نام خانوادگی موقر برگزید، از سرمایه‌داران جنوب ایران، نماینده مجلس شورای ملی، بانی خط تراموای آبادان به خرمشهر، برق اهواز و آبادان و لوله‌کشی آب آشامیدنی اهواز بود.
موقر در نخستین انتخابات مجلس شورای ملی که پس از  به سلطنت رسیدن رضاشاه در سال ۱۳۰۵ بر پا شد، به نمایندگی خرمشهر انتخاب و به دوره ششم مجلس شورای ملی راه یافت (دوره ششم). آبادان و مناطق ساحلی خوزستان نیز در آن زمان، جزو حوزه انتخابیه خرمشهر بود. او در سه دوره بعد، تا هنگام مرگ این کرسی را حفظ کرد. 
حسین موقر خدمات زیادی به خوزستان کرد که از جمله آنها راه‌اندازی برق اهواز و آبادان‌، راه‌اندازی لوله‌کشى آب آشامیدنی برای اهواز، احداث کارنه یخ‌سازى در آبادان، راه‌اندازی خط کشتیرانى میان اهواز و آبادان بود.  او همچنین در ۳۱ تیر ۱۳۰۷ امتیاز خط تراموا میان آبادان و خرمشهر را گرفت. کرایه حمل هر مسافر در این خط به ازای هر ده کیلومتر برای درجه اول دو قران و برای درجه دوم یک و نیم قران و برای هر خروار کالا دو قران تعیین شد. 
موقر در دوره نهم مجلس شورای ملی، تنها در چند جلسه آغازین تا دوم اردیبهشت ۱۳۱۲ حضور داشت. سپس بیمار شد و در امرداد آن سال از دنیا رفت. بنابر وصیتش، یک سوم از میراث او به ساخت بیمارستان و زایشگاه در اهواز اختصاص یافت. حسین دادگر رئیس مجلس شورای ملی هنگام اعلام خبر درگذشت حسین موقر، او را مردی توصیف کرد که زندگی را از صفر و عدم شروع کرده و با لیاقت و فعالیت خودش، پیشرفت کرده بود. 
مجید موقر روزنامه‌نگار و نماینده مجلس شورای ملی، فرزند حسین موقر بود.